# Rio Gilorţel
O Rio Gilorţel é um rio da Romênia, afluente do Gilort, localizado no distrito de Gorj.